# ピエールラット
ピエールラット（Pierrelatte）はフランス南部、オーヴェルニュ＝ローヌ＝アルプ地域圏ドローム県にあるコミューン。旧名 Pierlata。

## 地理
ピエールラットはドローム県南部、ローヌ渓谷の中に位置し、ヴァランス南部まで70km、モンテリマール南部まで25kmの位置にある。
近隣のコミューンはブール＝サン＝アンデオル、ラ・ガルド・アデマール fr:La Garde-Adhémar、ドンゼールfr: Donzère、ラパリュー fr:Lapalud、サンポール・トロワ・シャトー fr:Saint-Paul-Trois-Châteauxがある。

## 産業
アレヴァの子会社であるコミュレックス （フランス語:Comulex）社のウラン転換施設があり、日本原燃もここから六フッ化ウランを輸入しており、ウランの世界需要の三分の一を製造している。

## 出身者
- フアド・シャフィク：サッカー選手